# Raión de Severodonetsk
El raión de Severodonetsk (en ucraniano: Сєвєродонецький район) es un raión o distrito de Ucrania situado en el óblast de Lugansk. Fue creado en julio de 2020 como parte de la reforma de las divisiones administrativas de Ucrania. La capital es la ciudad de Severodonetsk.
Comprende una superficie de 2693,2 km².

## Demografía
En 2022 contaba con una población estimada de 362 539 habitantes.

## Otros datos
El código KATOTTG es UA44120000000092852.